# Елена Петру (дело)
Делото „Елена Петру срещу Окръжната здравноосигурителна каса в Сибиу и Националната здравноосигурителна каса“ (Elena Petru срещу Casa Judeţeană de Asigurări de Sănătate Sibiu и Casa Naţională de Asigurări de Sănătate), официално C – 268/13, е съдебно дело от практиката на Съда на Европейския съюз.
С решението си по делото Съдът постановява, че на осигурен гражданин на Европейксия съюз не може да се откаже разрешение за възстановяване на направените в чужбина медицински разходи, когато липсата на лекарства и медицински материали от първа необходимост е пречка осигуреното лице да получи своевременно болнично лечение в държавата членка по местопребиваване. Решението е емблематично за практиката на съда, тъй като защитава правото на здравноосигурените граждани на всяка страна членка да получават адекватно лечение в друга страна членка, когато лечението, от което се нуждае работникът, е сред покриваните от нейното законодателство здравни услуги и когато на нейна територия същият не може да получи това лечение своевременно предвид здравословното си състояние и вероятното развитие на болестта.

## Предистория
През 2007 г. Елена Петру, гражданка на Румъния, която страда от тежко сърдечносъдово заболяване, претърпява инфаркт на миокарда, след което е подложена на хирургическа интервенция в страната си. През 2009 г. състоянието ѝ се влошава и тя е приета в Института по сърдечносъдови заболявания в Тимишоара (Institutul de Boli Cardiovasculare de Timișoara). Въз основа на направените ѝ там медицински изследвания се взема решение да се извърши операция на отворено сърце за смяна на митралната клапа и поставяне на два стента. По време на престоя си в посоченото лечебно заведение, госпожа Петру установява, че в същото липсват лекарства и медицински материали от първа необходимост, а броят на леглата е недостатъчен. Предвид и сложността на планираната операция, госпожа Петру решава да се оперира в клиника в Германия. Лечението на Петру в Германия възлиза на 17 714,70 евро, а здравноосигурителната каса в Сибиу предварително отказва да поеме лечението ѝ в Германия и да ѝ издаде необходимия за това формуляр E112. Касата мотивира отказа си с факта, че от доклада на лекуващия лекар на Петру не е видно, че исканата от Петру здравна услуга, която се покрива от основния здравен пакет на страната, не може да бъда извършена в друго медицинско заведение в Румъния, и то в разумен срок.
Така на 2 ноември 2011 г. Елена Петру подава пред румънския съд искова молба, с която моли съда да осъди Окръжната здравноосигурителна каса Сибиу и Националната здравноосигурителна каса да ѝ изплатят като обезщетение равностойността в румънски леи на сумата от 17 714,70 EUR, които тя е трябвало да заплати за лечението си в Германия. Съдът отхвърля иска на Елена Петру, но тя обжалва решението му пред Окръжния съд в Сибиу. В своя подкрепа Елена Петру се позовава на националното румънско законодателство и на Регламент 1408/71 на Съвета на ЕИО от 14 юни 1971 г. за прилагането на схеми за социалноосигурените лица, придвижващи се в рамките на Общността. Ответниците отхвърлят иска като неоснователен, изтъквайки, че госпожа Петру не отговаря на условията за издаване на формуляр E 112, тъй като не е доказала невъзможността да получи в разумен срок съответната медицинска услуга в Румъния. Те се позовават на разпоредбите на регламенти № 1408/71 и № 574/72 и на националното румънско законодателство. Окръжният съд постановява, че страните в спора тълкуват по различен начин националното и общностното право на Съюза, приложимо към спора им, и че разрешаването на същия зависи от начина, по който ще бъде тълкуван член 22 от Регламент № 1408/71. Поради това Окръжният съд в Сибиу спира делото и отправя прюдициално запитване до Съда на Еропейския съюз с въпроса:
| „ | От гледна точка на член 22, параграф 2, втора алинея от [Регламент № 1408/71] как следва да се тълкува невъзможността лечението да бъде предоставено в страната по местопребиваване – абсолютно или по целесъобразност, с други думи, положение, при което хирургическата интервенция може да бъде извършена в страната по местопребиваване своевременно и по подходящия начин в техническо отношение, доколкото са налице необходимите специалисти и дори същото равнище на специализирани познания, но има недостиг на лекарства и на медицински материали от първа необходимост, равнозначно ли е на положение, при което нужното медицинско лечение не може да бъде осигурено по смисъла на посочения член? | “ |

## Делото в Европейския съд
По повод откритата процедура пред Съда на Европейския съюз, писмени становища по въпроса подават представители на Елена Петру, Комисията на Европейския съюз и правителството на Румъния. На проведеното на 26 март 2014 г. заседание Съдът излушва доводите на страните, на Комисията и на правителството на Обединенто кралство, регистрирано като заинтересована страна по делото.
В своите изложения пред Съда Елена Петру се позовава на член 22 от Регламент № 1408/71, в чийто параграф 2 изчерпателно са изброени условията, при които издаването на разрешение в държавата по местопребиваване не може да бъде отказано, като според нея от тези условия се вижда, че недостигът на болнични материални средства представлява основание да се издаде такова разрешение. Това тълкуване било в съответствие с член 35 от Хартата за основните права на Европейския съюз, който гарантира закрилата на здравето.
От своя страна румънското правителство и правителството на Обединеното кралство считат, че член 22 от Регламент № 1408/71, тълкуван в светлината на член 56 ДФЕС, изключва правото на разрешение в случай на недостиг на материални средства в държавата по местопребиваване. Тази хипотеза според тях не се съдържала в цитирания член 22, нито можела да се изведе от израза „еднакво ефикасно лечение“, използван в практиката на Съда. Освен това посоченото обстоятелство трудно можело да бъде установено, особено при липсата на независима лекарска оценка, която да удостовери подобен недостиг на средства. Поради това и двете правителства поддържат, че правото на Съюза допуска отказ да се издаде разрешение по член 22 от Регламент № 1408/71 като постановения от румънската окръжна здравноосигурителна каса. Дори и хипотетично липсата на материални средства да е основание за издаване на такова разрешение, според румънското правителство наличието на това обстоятелство не е доказано в главното производство.
От своя страна Комисията на Европейския съюз излага междинна позиция, доколкото признава, че системната липса на медицински средства е обстоятелство, което позволява получаването на разрешение по смисъла на член 22 от Регламент № 1408/71, тълкуван в светлината на член 56 ДФЕС и член 35 от Хартата. В същото време Комисията признава, че такова разрешение може да се даде само след проверка, при която са отчетени всички особености на конкретния случай, което следва да се прецени от запитващата юрисдикция.
Румънското правителство изказва и съмнения относно допустимостта на производството пред Съда на Европейския съюз, припомняйки, че националният съд е този, който трябва да опише в преюдициалното си запитване фактическата обстановка, в която се вписват въпросите, които поставя на Съда, отбелязва, че в случая запитващата юрисдикция не е изложила фактите по главното производство, така както те произтичат от представените пред нея доказателства, а само е възпроизвела твърденита на страните. Според Окръжната здравноосигурителна каса Сибиу и Националната здравноосигурителна каса обаче фактическото твърдение на Елена Петру за липса на лекарства и медицински материали от първа необходимост, което е в основата на поставения въпрос, се опровергава от тези доказателства, поради което този въпрос изобщо не е от полза за решаването на висящия спор. Румънското правителство отбелязва освен това, че запитващата юрисдикция не е посочила причините, поради които смята, че за решаването на спора по главното производство е необходим отговор на поставения от нея въпрос. Освен това изтъква и възможността, която Елена Петру е имала, за да потърси медицинска помощ и в други болнични заведения в Румъния.

### Заключение на генералния адвокат
На 19 юни 2014 г. Съдът получава и становището на генералния адвокат. Чрез своя анализ на фактологическата и правната страна на въпроса генералният адвокат стига до заключението, че с отправеното преюдициално запитване румънският съд фактически повдига 2 въпроса: първо, дали недостигът или липсата на материални средства в дадено болнично заведение при определени условия може да се приравни на хипотезата, при която в конкретната държава членка не може своевременно да се предостави медицинска услуга, която обаче е включена в списъка с услуги, покрити от осигурителната система на тази държава, и второ, дали същото се отнася и за случаите, когато този недостиг или липса в болничните заведения на тази държава не е конкретно и изолирано явление, а напротив – става дума за системно и поради това трайно положение, породено от обстоятелства от различен порядък – природни, технологически, икономически, политически или социални.
След като припомня, че здравните услуги, включително публичните, имат икономически характер и за тях важи принципът на свободното движение на услуги, генералният адвокат посочва, че макар държавите членки да могат да предвидят издаването на разрешение в случаите, в които тези услуги се предоставят в друга държава членка за сметка на държавата по местопребиваване, те могат да откажат разрешение само когато на тяхна територия може своевременно да бъде предоставено идентично или еднакво ефикасно лечение. Генералният адвокат обобщава съдебната практика в тази област, като отбелязва, че осигурените по публична здравноосигурителна система пациенти от държава членка имат право да отидат в друга държава от Съюза за сметка на осигурителната система на държавата, в която пребивават, когато могат своевременно да получат идентично или еднакво ефикасно лечение в тази друга държава, но не и в държавата си по местопребиваване. В този случай системата, по която пациентът е осигурен, покрива разходите за лечението му в чужбина. Ако тези условия не са изпълнени, пациентът може да отиде в чужбина, за да получи медицинската услуга, на която има право в държавата, в която е осигурен, но ще може да иска възстановяване на разходи в размер, равняващ се на стойността, предвидена за лечението в посочената държава, а не на стойността на това лечение там, където то е извършено.
С оглед на направения от него анализ на правните разпоредби и на съдебната практика на Съда, главният адвокат смята, че отговорът на първия въпрос трябва да положителен, т.е. че също като при случаите, когато се касае за липса на персонал, при липсата на болнично оборудване за държавата членка може да възникне задължението да даде разрешение за предоставянето на тази медицинска услуга в съответствие с член 22, параграф 2, втора алинея от Регламент № 1408/71. По втория въпрос обаче генералният адвокат смята за необходимо да се направи уточнението, че в случай на системен и траен недостиг в болничните заведения като описания в член 22, параграф 2, втора алинея от Регламент № 1408/71 не задължава държавите членки да дават разрешение за услуга, включена в покритите здравни услуги, дори ако това означава, че някои здравни услуги не могат да бъдат реално предоставени, с изключение на тези случаи, при които това разрешение не би застрашило стабилността на осигурителната система на съответната държава членка. Причината за това е, че държава членка, която се намира в такова положение, няма как да поеме финансовите разходи, произтичащи от една масирана здравна емиграция на осигурените по осигурителната ѝ система лица към останалите държави членки. Генералният адвокат посочва, че такова тълкуване е в унисон със съдебната практика на Съда, който нееднократно е изтъквал, че не следва да се допуска „миграционен поток от пациенти, който да застраши всички усилия, направени за планиране и рационализация на жизненоважния сектор на здравеопазването с цел избягване на свръхкапацитет на болничните заведения, дисбаланс в предоставянето на болнични грижи и разпиляване на логистични и финансови ресурси“.
С оглед на изложеното, Генералният адвокат препоръчва съдът в Румъния да прецени дали при описаната от него ситуация по случая на Петру става въпрос за конкретна липса на материални средства или за системен и траен недостиг в румънските болнични заведения. Според него запитващата юрисдикция, която единствена може да прецени фактите в главното производство, следва да приложи тези изводи в конкретния случай, като вземе предвид надлежно представените независими експертни становища.

### Решение на Европейския съд
Като взема предвид, че е бил сезиран с искане за тълкувателно решение на общносните норми, съдържащи се в член 22 Регламент № 1408/7, а не да постави решение по същество на спора, висящ пред съда в Румъния, Съдът на Европейския съюз отхвърля възраженията на Румънското правителство по допустимистто на делото, изтъквайки, че съгласно постоянната съдебна практика въведеното с член 267 ДФЕС производството е инструмент за сътрудничество между Съда и националните юрисдикции, чрез който Съдът предоставя на националните юрисдикции насоките за тълкуването на правото на Съюза, необходими им за разрешаването на висящия пред тях спор. Съдът отбелязва, че в рамките на това сътрудничество само националният съд, който е сезиран със спора и трябва да поеме отговорността за последващото му съдебно решаване, може да прецени – предвид особеностите на висящото пред него дело – както необходимостта от преюдициално решение, за да може да се произнесе, така и релевантността на въпросите, които поставя на Съда. За да може Съдът да даде полезно за националния съд тълкуване на правото на Съюза, член 94 от Процедурния правилник на Съда предвижда, че преюдициалното запитване трябва да съдържа в частност кратко изложение на предмета на спора по главното производство и на релевантните факти, така както са установени от запитващата юрисдикция, или поне изложение на фактите, на които се основават въпросите, и да излага причините, поради които посочената юрисдикция има въпроси относно тълкуването или валидността на някои разпоредби на правото на Съюза, както и установената от нея връзка между тези разпоредби и националното законодателство, приложимо в главното производство. Съдът посочва, че, от една страна, що се отнася до фактите по главното производство, актът за преюдициално запитване съдържа изложение на твърденията на госпожа Петру и фактическите данни по висящото пред румънския съд дело. По този начин, макар запитващата юрисдикция да не се произнася по доказателствата, които страните представят пред нея, за да подкрепят или оборят тези твърдения, и поради това да не констатира, на този етап на производството, липсата на лекарства и медицински материали от първа необходимост, която е в основата на преюдициалния въпрос, тя излага поне фактите, на които се основава този въпрос.
От друга страна, що се отнася до причините, поради които запитващата юрисдикция има въпроси относно тълкуването на член 22, параграф 2, втора алинея от Регламент № 1408/71, от акта за преюдициално запитване се вижда, че доколкото страните в главното производство тълкуват различно тази разпоредба, посочената юрисдикция се пита дали същата се прилага, когато невъзможността съответното лечение да се предостави в държавата членка по местопребиваване се дължи на липса на лекарства и медицински материали от първа необходимост, и счита, че от отговора на този въпрос зависи как ще бъде решен спорът по главното производство.
След изложенията по допустимостта на иска Съдът преминава към неговия анализ по същество. В това отношение той приема, че чрез въпроса, зададен към него, запитващата юрисдикция пита по същество дали член 22, параграф 2, втора алинея от Регламент № 1408/71 трябва да се тълкува в смисъл, че не може да се откаже разрешението, изисквано по параграф 1, буква в), подточка i) от същия член, когато поради липсата на лекарства и медицински материали от първа необходимост, в държавата членка по местопребиваване на осигуреното лице не може своевременно да бъде получено съответното болнично лечение.
В тази връзка съдът припомня, че член 22, параграф 2, втора алинея от Регламент № 1408/71 предвижда две условия, чието кумулативно наличие води до възникването на задължение за компетентната институция да издаде предварителното разрешение, поискано на основание параграф 1, буква в), подточка i) от същия член. Първото условие изисква въпросното лечение да е сред обезщетенията, предвидени от законодателството на държавата членка, на чиято територия пребивава осигуреното лице. Второто условие предполага лицето, което възнамерява да се подложи на лечение в държава членка, различна от тази, на чиято територия пребивава, да не може да получи такова лечение в рамките на обичайно необходимото време за получаване на въпросното лечение в държавата членка на пребиваване, като се има предвид текущото му здравословно състояние и вероятното развитие на болестта. Във връзка с второто условие, до което в случая се отнася преюдициалният въпрос, Съдът припомня, че вече е постановил, че не може да се откаже изискваното разрешение, когато в държавата членка, на чиято територия пребивава съответното лице, не може своевременно да бъде получено идентично или еднакво ефикасно лечение. В това отношение Съдът е пояснил, че когато преценява дали в държавата членка на местопребиваване може своевременно да бъде получено еднакво ефикасно лечение, компетентната институция е длъжна да вземе предвид всички обстоятелства по конкретния случай, като надлежно отчете не само медицинското състояние на пациента към момента на подаването на искането за разрешение, а и евентуално интензивността на страданията или естеството на увреждането на пациента, което би могло например да въпрепятства или прекомерно да затруднява упражняването на професионална дейност, но и историята на заболяването му. Според Съда сред обстоятелствата, които компетентната институция е длъжна да вземе предвид, в конкретен случай може да се окаже и това, че липсват лекарства и медицински материали от първа необходимост. Съгласявайки се с мнението на генералния адвокат, съдиите изтъкват, че член 22, параграф 2, втора алинея от Регламент № 1408/71 не прави разлика, що се отнася до причините, поради които определено лечение не може да бъде своевременно предоставено. Липсата на лекарства и на медицински материали очевидно може, както липсата на специално оборудване или специфични умения, да се окаже пречка за това в държавата членка по местопребиваване своевременно да бъде получено идентично или еднакво ефикасно лечение.
В същотот време обаче Европейският съд се съгласява с мнението на Еврокомисията и на правителствата на Обединеното кралство и Румъния, че невъзможността за лечение трябва се преценява, от една страна, общо за всички болнични заведения в държавата членка по местопребиваване, които са в състояние да предоставят съответното лечение, и от друга страна, предвид промеждутъка от време, през който същото може да бъде получено своевременно.
С оглед на спора пред румънския съд, Съдът припомня твърденията на румънското правителство за възможността Елена Петру да получи необходимата медицинска услуга в други болнични заведения в Румъния, което според доклада на лекуващия ѝ лекра е трябвало да стане в срок от три месеца. Във връзка с това Съдът препоръчва на румънския съд, че ако твърденията на госпожа Петру за липса на лекарства и медицински материали в института в Тимишуара бъдат потвърдени, то румънският съд трябва да прецени дали в този срок от три месеца въпросната операция не е могла да бъде извършена в някое друго болнично заведение в Румъния.
С оглед на изложените съображения Съдът постановява следното тълкувателно решение:
| „ | Член 22, параграф 2, втора алинея от Регламент (ЕИО) № 1408/71 на Съвета от 14 юни 1971 година за прилагането на схеми за социална сигурност на заети лица, самостоятелно заети лица и членове на техните семейства, които се движат в рамките на Общността, в изменената му и актуализирана редакция съгласно Регламент (ЕО) № 118/97 на Съвета от 2 декември 1996 година, изменен с Регламент (ЕО) № 592/2008 на Европейския парламент и на Съвета от 17 юни 2008 година, трябва да се тълкува в смисъл, че не може да се откаже разрешението, изисквано по параграф 1, буква в), подточка i) от същия член, когато поради липсата на лекарства и медицински материали от първа необходимост, в държавата членка по местопребиваване на осигуреното лице не може своевременно да бъде получено съответното болнично лечение. Невъзможността за лечение трябва да се преценява общо за всички болнични заведения в тази държава членка, които могат да предоставят въпросното лечение, и предвид промеждутъка от време, през който същото може да бъде получено своевременно. | “ |